# Qiao Yunping
Qiao Yunping, född 13 september 1968 i Kina, är en kinesisk bordtennisspelare som tog OS-silver i damdubbel i Atlanta år 1996 tillsammans med Liu Wei.